# Риркросс
Риркросс (англ. Rearcross; ирл. Cúrsa an Ráis) — деревня в Ирландии, находится в графстве Северный Типперэри (провинция Манстер) на трассе R503 у гор Слив Фелим.